# 原田進
原田 進（はらだ すすむ、1947年 - ）は、日本のグラフィックデザイナー、クリエイティブ・ディレクター。福岡県出身。
主にコーポレートアイデンティティの分野で活動し、自らを「CIデザイナー」または「ブランドデザイナー」と称している。プラクシス株式会社代表取締役。
これまでに、CI プロジェクトは、パイオニアやファミリーマート、メグミルクなどをはじめ、製造・小売・建築・金融・メディア・通信・交通・流通・エネルギー・教育機関・自治体 等、さまざまな分野を担当している。

## 略歴
- 1965年 - 筑陽学園高校産業デザイン科卒業、馬場利定に師事
- 1970年 - 馬場デザインから独立　フリーランス
- 1975年 - サンフランシスコ アカデミー・オブ・アート大学 広告デザイン学科 BFA
- 1977年 - リッピンコット&マーギュリーズ社（英語: Lippincott） (ニューヨーク) 入社
- 1979年 - ミナリ・タターズフィールド&パートナーズ社[3] (ロンドン) 入社
- 1979年 - プラット大学 大学院環境デザイン学科中退
- 1980年 - 株式会社 PAOS 入社
- 1981年 - PAOS退社後 フリーランス
- 1984年 - プラクシス株式会社 設立
- 1992年 - プラクシス福岡オフィス 設立
- 2006年 - 日本カウンセリングカレッジ専門課程 アライアント国際大学・カリフォルニア臨床心理大学院日本校 MA

## 主な作品
原田は約400社の企業ブランドデザインを担当した。

### 日本国外
- ファーストユニオン銀行  (米) VI システム
- フレンドリーチェーンレストラン (米) VI システム
- ロイヤル・クラウン社 (米) VI システム
- アメリトラスト銀行 (米) VI システム
- ベトロン石油 (加) VI システム

- ABM広告代理店 (英) VI システム
- ロンドン地下鉄北線駅 (英) VI システム
- エノトリアワイン (伊) VI システム
- BDP / MTP 社
- 中華石油 (台) VI システム

### 日本
- ファミリーマート VI システム
- 忠実屋フランツ ブランドロゴ
- アミュプラザ（JR九州） ブランドロゴ
- ジェイアール東海パッセンジャーズ VI システム
- パイオニア VI システム
- NTTドコモ FOMA ブランドロゴ
- ユーカード ブランドロゴ
- パッキーカード ブランドロゴ
- Preca ブランドロゴ
- メグミルク ブランドロゴ
- ゆうパック ブランドロゴ
- ホーネン VI システム
- ロッテリア VI システム
- フタタ VI システム
- ベイシアグループ VI システム
  - ベイシア ブランドロゴ[4]
  - カインズホーム ブランドロゴ
  - セーブオン ブランドロゴ
  - ワークマン ブランドロゴ
- 野村ホーム VI システム
- 三井ハウス VI システム
- エイブル VI システム
- 東急リバブル VI システム
- CHINTAI VI システム
- 岡山県 VI システム
- 岐阜県 VI システム
- 宮崎市 VI システム
- ひたちなか市 VI システム
- 愛知みずほ大学 VI システム
- 明治薬科大学 VI システム
- 久光製薬 VI システム

- MTFG VI システム
- 広島銀行 VI システム
- 足利銀行 VI システム
- 京葉銀行 VI システム
- 東京金融先物取引所 VI システム
- あいおい損保 VI システム
- 札幌市交通局 VI システム
- 西日本鉄道（西鉄グループ） VI システム
  - ソラリアプラザ・ソラリアステージ ブランドロゴ
  - インキューブ ブランドロゴ
  - エマックス ブランドロゴ
- トキハ VI システム
- ポスフール VI システム
- ユトリアグループ・山形交通 VI システム
- 名古屋テレビ放送 VI システム
- 熊本放送 VI システム
- FM岩手 VI システム
- キングレコード VI システム
- ハピネット VI システム[5]
- 安川電機 VI システム
- 日本製紙 VI システム[6]
- 東京ガスケミカル VI システム
- 新日鉱ホールディングス VI システム
- 日本道路公団 VI システム

## 著書
- 『CIデザイニング : 企業イメージ創造のプロセス』実務教育出版、1989年。ISBN 4-7889-1378-X。
- 『企業ブランドデザイニング』実務教育出版、2003年。ISBN 4-7889-0710-0。
- 『社長さん!つべこべいわずにパソコンはMACを使いなさい』明日香出版社、1994年。ISBN 4-87030-692-1。